# Elías Martín y Riesco
Elías Martín y Riesco (Aranjuez, 1839-Madrid, 1910) fue un escultor español del siglo XIX.

## Biografía
Nació el 20 de julio de 1839 en Aranjuez. Dedicado a la escultura, fue discípulo de Sabino de Medina y de la Academia de Bellas Artes de San Fernando, en la que obtuvo diferentes premios de fin de curso en las clases superiores. Habiendo obtenido por oposición una de las pensiones para el estudio de la escultura en Roma, marchó a dicha ciudad, desde la que remitió diversos trabajos para las Exposiciones de Bellas Artes de  1862 y 1864, entre los que se encontraron: Vulcano, San Juan de Dios conduciendo enfermos al hospital, Eva y Un busto. Obtuvo en el último de estos dos certámenes un premio de segunda clase. En la de 1866 expuso La degollación de los inocentes. En La Coruña realizó una estatua de Eusebio da Guarda. Falleció en Madrid el 22 de abril de 1910.